# Mont-Saint-Aignan
Mont-Saint-Aignan là một xã thuộc tỉnh Seine-Maritime trong vùng Normandie miền bắc nước Pháp.

### Huy hiệu
| Arms of Mont-Saint-Aignan | Arms of Mont-Saint-Aignan are blazoned: Or, a leopard gules within a laurel wreath vert, and on a chief indented azure, 3 fleurs de lys and 2 half ones Or |

## Dân số
| 1962                                 | 1968   | 1975   | 1982   | 1990   | 1999   | 2006   | 2011   | 2012   |
| ------------------------------------ | ------ | ------ | ------ | ------ | ------ | ------ | ------ | ------ |
| 9989                                 | 16,031 | 19,146 | 19,736 | 19,961 | 21,265 | 20,659 | 19,333 | 19,798 |
| Từ năm 1962: Dân số không tính trùng |        |        |        |        |        |        |        |        |